# Isotricha prostoma
Isotricha prostoma is een eencellige trilhaardiertje dat voorkomt in het maag-darmstelsel van herkauwers. De gemiddelde grootte van I. prostoma is 70 bij 135 µm. De cilia of trilharen lopen in rijen evenwijdig aan de lengte as van het lichaam. Het vestibulum of mond bevindt zich aan de zijde korte zijde van de cel en aan de achterzijde wanneer gekeken wordt vanuit de bewegingsrichting van I. prostoma.